# Европейская арабская лига
Европейская арабская лига (AEL) — исламская политическая радикальная организация, осуществляющая свою деятельность в Бельгии и Нидерландах.
АЕL не поддерживает насилие, вместе с тем, движение занимает радикальные позиции по многим вопросам, в частности, выступает против интеграции мусульман в немусульманских странах и определяет свою направленность как насеристскую, пан-арабистскую и антисионистскую.
Лигу возглавляет Дайяб Абу Джахья — уроженец Ливана, проживает в Бельгии, там же получил начальное образование.

## Цели
Организация объявила мусульман «угнетённым меньшинством», которому необходимы льготные квоты в учебных заведениях и учреждениях, выступает за арабский язык в качестве государственного (наряду с фламандским, французским и немецким) и ислам в качестве официальной религии. Также, члены лиги требуют официального прекращения политики интеграции иммигрантов-мусульман в «аморальную» жизнь Бельгии. «Вместо того чтобы решать проблемы, вызванные расизмом и дискриминацией, — говорит Абу Джахья, лидер Европейской арабской лиги, — правительство часто предлагает микстуру из ассимиляции и полицейских репрессий». Активисты Лиги наравне с полицией патрулируют улицы населённых мусульманами кварталов Антверпена, наблюдая за «правильностью» действий местной полиции.
Некоторые источники считают, что Европейская арабская лига создана с целью постоянного давления на хасидскую общину Антверпена, которая традиционно занимается алмазным бизнесом (еврейская община Антверпена, 20 тысяч человек, — одна из богатейших в Европе, её специализация — торговля алмазами, большая часть антверпенских евреев — хасиды).

## Деятельность

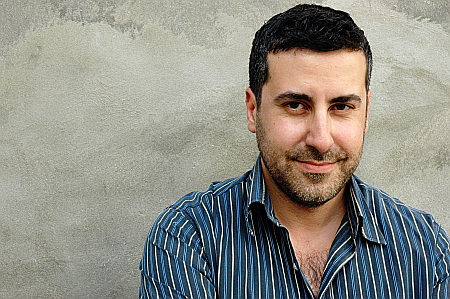
Абу Джахья — глава AEL

Кризис разразился осенью 2002 года, когда в Антверпене фламандец избил своего соседа, преподавателя-марокканца. Бытовая ссора стала поводом для массовых манифестаций членов арабской общины. Демонстрации переросли в погромы, жестко подавленные полицией. Именно тогда впервые был арестован лидер Европейской арабской лиги Абу Джахья, который был близок к террористической группировке «Хезболла». Когда его отпустили, он организовал частную мусульманскую милицию в Антверпене.
Милиционеры ходят по кварталам иммигрантов по пятам за полицией с плакатами «Плохие полицейские, Европейская арабская лига следит за вами». С помощью видеокамер милиционеры фиксируют на плёнку каждый шаг полицейских.
В 2002 году Европейская Арабская лига объявила о намерении участвовать в парламентских выборах 2003 года и выставить отдельный список на коммунальных выборах в Антверпене.

## Антисионизм, антисемитизм и отрицание Холокоста
В сентябре 2001 года Европейская арабская лига выступила в Брюсселе с заявлением по поводу приостановления бельгийским правосудием следствия по обвинению премьер-министра Израиля Ариэля Шарона в причастности к расправе над лагерями палестинских беженцев Сабра и Шатила в ходе войны в Ливане в 1982 году. Согласно бельгийскому закону от 1993 года, Бельгия может привлекать к судебной ответственности граждан любой страны, где бы они ни находились, если ими были совершены преступления против человечности. Иск палестинцев против Ариэля Шарона был принят к судопроизводству, что означало возможность ареста Шарона на территории Бельгии. Из-за этого израильский премьер отменил летом свой визит в Брюссель. Европейская арабская лига заявила, что статья 7 закона от 1993 года ясно говорит о том, что бельгийский суд компетентен преследовать нарушителей этого закона независимо от их местонахождения.
30 января 2004 года до полусотни активистов «Европейской арабской лиги» на отборочном матче Кубка Европы по мини-футболу между сборными Бельгии и Израиля, который проходил в бельгийском городе Хасселт, развернули флаги ХАМАСа и «Хезболлы» и начали кричать: «Смерть евреям!», «Евреев в газовые камеры!», «Перережем глотки всем евреям!» и другие антисемитские лозунги. Судья был вынужден десятки раз прерывать встречу, которая в итоге вместо двух таймов по 20 минут затянулась почти на три часа. Организаторы встречи потребовали у полицейских удалить арабов из зала, однако полиция отказалась вмешиваться, заявив, что «не хочет насилия».
Официальный сайт лиги содержит антисемитские лозунги.
В 2006 году «Европейская арабская лига» в ответ на публикацию карикатур на пророка Мухаммеда европейскими газетами опубликовала на своём сайте карикатуры на тему Холокоста и евреев. В пояснении говорилось, что карикатуры опубликованы с учётом свободы слова в Европе. Этим же ранее объяснялось размещение в газетах карикатур на пророка Мухаммеда. Абу Джахья заявил, что «у европейцев есть свои священные коровы, хотя и не по религии».
На одной из картинок Европейской арабской лиги изобразили Анну Франк, которая лежит в постели с Адольфом Гитлером, а на другой ставится под сомнение факт Холокоста. Рисунки сопровождают пояснение, что карикатуры размещены в рамках положения о свободе слова, а не для того, чтобы «оскорбить кого-либо, они не направлены против какой-либо группы, сообщества или исторического факта». Именно таким же пояснением европейские газеты сопровождали публикацию карикатур на пророка Мухаммеда, появившихся первоначально в одной из датских газет.
18 августа 2009 года прокуратура Нидерландов потребовала удалить карикатуру с отрицанием Холокоста с сайта AEL. Прокуратура пришла к выводу, что эта карикатура нарушает законодательство, поскольку оскорбляет евреев как национальную группу. Представитель AEL в Нидерландах Абдулмуталиб Бужерда (англ. Abdoulmouthalib Bouzerda) обвинил прокуратуру в двойных стандартах, напомнив, что карикатуры на пророка Мухаммеда были признаны законными и размещаются на сайте голландского политика Герта Вилдерса.